# Jassa staudei
Jassa staudei är en kräftdjursart som beskrevs av Chris Conlan 1990. Jassa staudei ingår i släktet Jassa och familjen Ischyroceridae. Inga underarter finns listade i Catalogue of Life.